# بافل سورين
بافل سورين (بالروسية: Павел Михайлович Сорин)‏ هو مجدف روسي، ولد في 12 مارس 1995 في بسكوف في روسيا.

## وصلات خارجية
- بافل سورين على موقع الاتحاد الدولي للتجديف (الإنجليزية)